# Renzo Pasolini

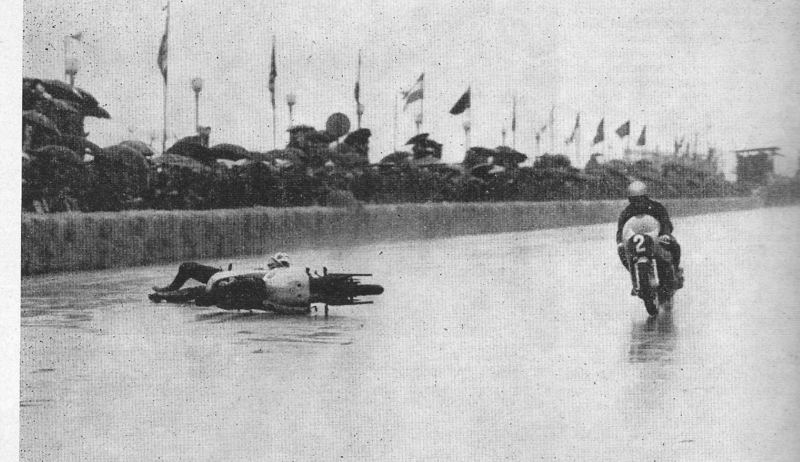
Renzo Pasolini med nummer 2 på motorcykeln passerar Phil Read som vurpat, Temporada Romagnola i Rimini 1970.

Renzo Pasolini, född 18 juli 1938 i Rimini, död 20 maj 1973 i Monza, Italien var en italiensk roadracingförare som tävlade i världsmästerskapen i Grand Prix Roadracing från 1964 till sin död 1973. Han tävlade huvudsakligen i klasserna 250GP och 350GP. Pasolini tog sex Grand Prix-segrar i 250GP och kom tvåa i 250-VM 1972 samt tvåa i 350-VM 1968. Pasolini var en populär förare, berömd för sina stora glasögon. Han dödskraschade på Monzabanan under Nationernas Grand Prix säsongen 1973 tillsammans med Jarno Saarinen i en olycka med många inblandade.

## Roadracingkarriär
Pasolini gjorde VM-debut säsongen 1964 i Nationernas Grand Prix på Monzabanan. Han körde en Aermacchi i 350GP-klassen och kom på färde plats. De följande åren fortsatte han köra för Aermacchi i 250GP och 350GP. Säsongen 1966 kom han på tredje plats i 350-klassen. 1967 bytte Pasolini motorcykel till Benelli och Roadracing-VM 1968 tog han andraplatsen i 350-klassen. Han körde också Nationernas GP i 500GP-klassen och kom tvåa efter Giacomo Agostini, vilket räckte till 12:e plats i VM.
1969 vann Pasolini äntligen sin första Grand Prix-seger. Det var i Assens TT-lopp i 250-klassen. Han vann ytterligare två Grand Prix, men kom endast fyra i VM enär han missat tävlingar på grund av skada. 1970 blev Pasolini trea i 350-klassen. Till 1971 gick Pasolini tillbaka till Aermacchi. Roadracing-VM 1972 tog han tre Grand Prix-segrar i 250-klassen och kom tvåa i VM, endast en poäng bakom Jarno Saarinen på Yamaha. I 350-klassen blev det en ny trdjeplats i VM.
Pasolini fortsatte för Aermacchi/Harley-Davidson 1973. Vid Nationernas Grand Prix på Monzabanan tvangs han bryta 350-loppet i ledning på grund av maskinfel. I 250-klassen strax därefter tog Pasolini starten och var först in i Curva Grande där hans motorcykel plötsligt sladdade till i en hastighet av cirka 220 km/h. Pasolini föll, for igenom halmbalarna in i räcket och avled. de brinnande resterna av hans motorcykel studsade ut i banan och träffade bland annat Saarinen. Ett stort antal förare kraschade och skadades. Huruvida olyckan orsakades av olja på banan eller av att Pasolinis motorcykel skar har aldrig helt klarats ut. Loppet stoppades på tredje varvet och resterande tävling ställdes in.